# Jacquemontia zollingeri
Jacquemontia zollingeri är en vindeväxtart som först beskrevs av Jacques Denys Denis Choisy, och fick sitt nu gällande namn av Hallier f. Jacquemontia zollingeri ingår i släktet Jacquemontia och familjen vindeväxter. Utöver nominatformen finns också underarten J. z. jonkeri.